# Маниакальная девушка-мечта
Маниакальная девушка-мечта (англ. Manic Pixie Dream Girl, MPDG) — архетип героини женского пола, наделённой эксцентричным характером и призванной изменить главного героя произведения. Часто её появление является завязкой сюжета, а драматическое развитие отношений героя и маниакальной девушки-мечты (MPDG) превращаются в кульминацию. Образ MPDG, как правило, плоский и сочетает набор стереотипных мужских ожиданий, являясь олицетворением отличного от героя образа жизни или устремлений. Душевная динамика MPDG никак не очерчена: она лишь фактор в развитии основной линии сюжета.

## Происхождение термина и первые персонажи
Формулировку термина приписывают американскому кинокритику Нейтану Рейбину в заметке «The Bataan Death March of Whimsy: Case File 1, Elizabethtown». «MPDG существует преимущественно лишь в бурной фантазии режиссёров и сценаристов, чтобы научить угрюмых и ранимых молодых мужчин принимать жизнь, вместе со всеми её непостижимыми тайнами и бесконечными приключениями». Тем не менее, прообраз можно найти и в более ранних экранизациях, например, сыгранный Кэтрин Хепберн в «Воспитание крошки» (1938). Помимо отдельных фильмов, MPDG становится основным амплуа Зоуи Дешанель в фильмах с её участием и телесериале «Новенькая».

## Интроспекция
Несмотря на то, что личностный динамизм почти не проявлен в этих ролях, MPDG может высказать своё мироощущение в одном из кульминационных моментов фильма. Так, например, Клементина Кручински из «Вечного сияния чистого разума» (2004) говорит:
Слишком много парней думают, что я концепт, или что я их дополняю, или что могу их оживить. Но я просто испорченная девушка, которая ищет своё собственное душевное спокойствие; не нагружай меня заботой о твоём.
Фраза отсутствовала в оригинальном сценарии и была привнесена самой актрисой, которая с самого начала просмотров на роль оспаривала однобокость образа.

## Краткий анализ характерных черт
По впечатлению Рейбина, маниакальная девушка-мечта живёт по принципу «всё или ничего». Она симпатична, у неё необычный стиль, у неё «недевичьи» интересы и она проявляет спонтанную непосредственность и открытость в самых неуместных ситуациях. Странность не поддаётся классификации, отчего MPDG становится едва ли не ругательным ярлыком. Её неяркая сексуальность в некоторых интерпретациях становится более явной, что превращает MPDG в образ Мэри Сью героини Шарлиз Терон в «Миллионе способов потерять голову» (2014). Вероятно, среди множества эксцентричных, самостоятельных и ярких героинь MPDG девушку отличает только то, что её притягивает к герою с его эмоциональной глухотой, если не инфантильностью. Поэтому, к примеру, Поппи из фильма «Беззаботная» (2008) вряд ли может полностью считаться MPDG, поскольку за её видимой легкостью и взбалмошностью кроется зрелый человек, способный на взвешенные поступки (сцена конфликта со Скоттом). С известной долей допущения под прообраз MPDG подпадают героини Джульетты Мазины, в частности в образе Кабирии с её двойственностью личных черт и особенностей ремесла, но и здесь опять-таки героиня Мазины — в центре повествования. А напротив, отсутствие качественных изменений в характере Амели Пулен заставляет думать, что, несмотря на центральную роль в культовом фильме, этот образ остался в рамках MPDG при допущении, что в конце фильма изменения в жизни главного мужского героя всё же прослеживаются.

## Список фильмов с появлением образа
| Фильм                        | Оригинальное название                     | Год экранизации | Актриса, сыгравшая роль MPDG                       |
| ---------------------------- | ----------------------------------------- | --------------- | -------------------------------------------------- |
| Завтрак у Тиффани            | Breakfast at Tiffany’s                    | 1961            | Одри Хепбёрн в роли Холли Голайтли                 |
| Энни Холл                    | Annie Hall                                | 1977            | Энни Холл в исполнении Дайан Китон                 |
| Пятый элемент                | Le Cinquième élément                      | 1997            | Милла Йовович в роли Лилу                          |
| Почти знаменит               | Almost Famous                             | 2000            | Пенни Лейн в исполнении Кейт Хадсон                |
| Амели                        | Le Fabuleux Destin d’Amélie Poulain       | 2001            | Амели Пулен в исполении Одри Тоту                  |
| Страна садов                 | Garden State                              | 2004            | Сэм в исполнении Натали Портман                    |
| Вечное сияние чистого разума | Eternal Sunshine of the Spotless Mind     | 2004            | Клементина Кручински в исполнении Кейт Уинслет     |
| Элизабеттаун                 | Elizabethtown                             | 2005            | Кирстен Данст в роли Клэр Колбурн                  |
| Ангел-А                      | Angel-A                                   | 2005            | Ри Расмуссен в роли Анжелы                         |
| 500 дней лета                | 500 days of summer                        | 2009            | Зоуи Дешанель в роли Саммер Финн                   |
| Скотт Пилигрим против всех   | Scott Pilgrim vs. the World               | 2010            | Рамона Флауэрс в исполнении Мэри Элизабет Уинстед  |
| Руби Спаркс                  | Ruby Sparks                               | 2012            | Руби Спаркс в исполнении Зои Казан                 |
| Ищу друга на конец света     | Seeking a Friend for the End of the World | 2012            | Пенелопа «Пенни» Локхарт в исполнении Киры Найтли  |
| Парки и зоны отдыха          | Parks and Recreation                      | 2009-2015       | Реверсивное клише, исполненное Кристофером Прэттом |
| 13 причин почему             | 13 Reasons Why                            | 2017-2020       | Ханна Бейкер в исполнении Кэтрин Лэнгфорд          |

## Критика
Актриса Зои Казан в интервью Vulture критиковала термин как мизогинистический, шаблонный и однобокий. Она не согласилась с тем, что персонаж Кэтрин Хёпберн в фильме «Воспитание Крошки» является MPDG — «Я думаю, что записывать всех уникальных, ярких и оригинальных женских персонажей под этот термин — это стирать между ними все различия»
В декабре 2012 года Айша Харрис из Slate заявила, что «критика MPDG стала более распространенной, чем сам архетип», говоря, что кинематографисты узнали о существовании подобного стереотипа в течение многих лет после того, как Рейбин придумал эту фразу, и что из-за этого типаж в значительной степени исчез из кино.
В июле 2013 года Кэт Стоффель для The Cut утверждала, что использование этого термина стало сексистским, поскольку «он налип преступным образом на Диану Китон и Зои Дешанель, настоящих живых людей». «Как может определяющей чертой реального человека быть отсутствие внутреннего Я?»
Спустя семь лет в заметке I’m sorry for coining the phrase «Manic Pixie Dream Girl» автор определения Нейтан Рейбин попытался саботировать собственноручно созданный термин и подвергнуть критике утверждение, что MPDG может вообще быть хоть сколько-нибудь самостоятельным типажом. Он высказывает мнение о том, что MPDG — не более чем проявление мужской фантазии о том, чтобы вырваться из депрессивной рутины. Он аргументирует, что «дав столь расплывчатое определение, он дал этой фразе больше власти чем она должна была бы иметь». Он приводит пример, как вслед за своими героинями Дешанель быстро стала «Hollywood It Girl» — «Голливудской-Что-Надо-Девочкой». Кинокритик признаёт, что термин вышел за границы первоначального узкого употребления и превратился в широко применимое клише, но не говорит о том, что этот образ нашёл полноценное и достойное развитие.
Так же взгляд феминистки на сущность MPDG девушки изложен в одном из видео Аниты Саркисян в рамках серии Tropes vs. Women in Video Games.
Шквал критики и обвинения в сексизме обрушились на Рейбина, когда многих, всеми любимых женских персонажей стали описывать этим термином. В ответ Рейбин рассудил, что комплексные и тонкие персонажи не могут быть классифицированы таким топорным образом, и ещё раз извинился что своим термином «создал неконтролируемого монстра».
После непродолжительного увлечения в первые десятилетия XXI века образ был оставлен в стороне, поскольку является чисто функциональным и не даёт простора для сценарного развития. Критика MPDG принимает либо открыто язвительную форму, либо ироничную пародию, как в видео «Manic Pixie Prostitute», в котором мужчина обращается к «MDPG девушке по вызову» для получения жизненной встряски.

## Образ и его прообраз в литературе
В современной англоязычной литературе прообраз или образ, близкий к MPDG, часто встречается.
| Год  | Название                                           | Автор             |
| 1992 | Тайная история                                     | Донна Тартт       |
| 1993 | Девственницы-самоубийцы (также экранизирован)      | Джеффри Евгенидис |
| 1996 | Hi-Fi                                              | Ник Хорнби        |
| 2004 | Мост в Терабитию (также в одноимённой экранизации) | Кэтрин Патерсон   |
| 2005 | В поисках Аляски                                   | Джон Грин         |
| 2013 | Manicpixiedreamgirl                                | Tom Leveen        |